# Rohtasgarh

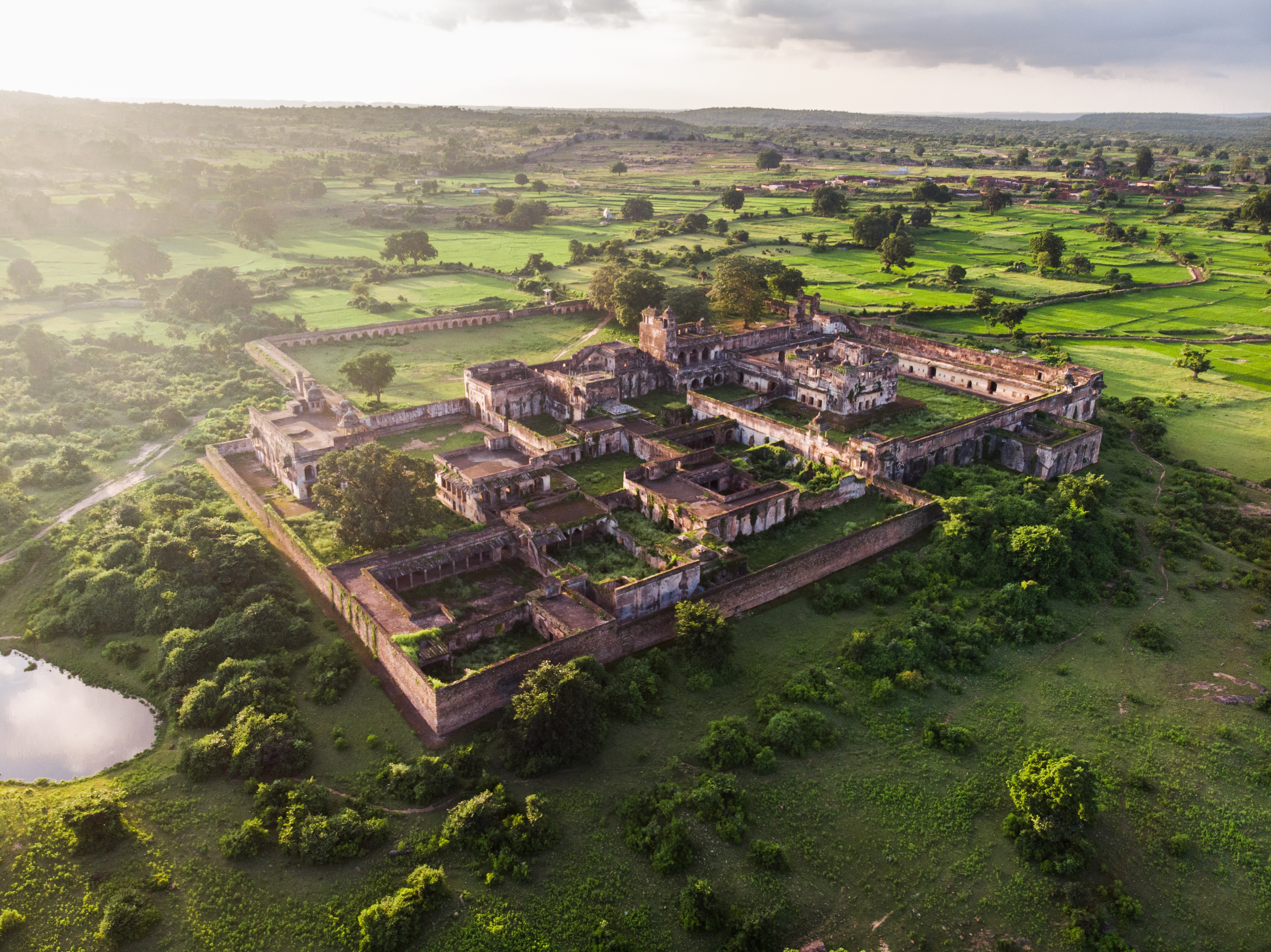
Rohtasgarh Fort

Rohtasgarh, auch Rohtas Fort, ist eine mittelalterliche und frühneuzeitliche Festungsanlage (fort) im Südwesten des indischen Bundesstaats Bihar.

## Lage
Das Fort liegt beim Dorf Rohtas im äußersten Südwesten von Bihar oberhalb des Flusses Son am Rand des Vindhyagebirges im Übergang zur Gangesebene in einer Höhe von knapp 500 m Die nächstgrößeren Städte sind das ca. 50 km (Fahrtstrecke) nordöstlich gelegene Dehri bzw. das davon weitere 20 km westlich gelegene Sasaram.

## Geschichte
Eine erhaltene Inschrift aus dem Jahr 1223 bezeugt, dass sich die mittelalterliche Festung in Händen eines gewissen Śrī-Pratāpa befand, der einen Angriff der Yadavas (gemeint sind wahrscheinlich die Moslems) zurückgeschlagen hatte; aus dieser Zeit sind jedoch nur Teile der Wehrmauern erhalten. Im Jahr 1539 kam das Fort unter die Gewalt von Sher Khan Suri (reg. 1539–1545), der sich jedoch in der Folgezeit der Unterwerfung von Bengalen zuwandte. Einer seiner Bevollmächtigten erbaute eine dreikuppelige Moschee und auch ein Mausoleum entstand. Nach dem Ende der Suriden-Dynastie übernahmen die Moguln erneut die Herrschaft über Nordindien; in Rohtas weilte unterdessen im Auftrag Akbars der rajputische General und spätere Gouverneur von Bihar und Bengalen Man Singh I. († 1594), der mit dem Bau eines Palastes begann. Nach dem Tod Man Singhs lag das Fort in der Obhut der Wesire des Mogulhofs. In den Jahren nach 1621 suchte Prinz Khurram, der spätere Großmogul Shah Jahan, mehrfach hier Zuflucht. Sein Sohn und Nachfolger Aurangzeb (reg. 1658–1707) nutzte das abgelegene Fort als Gefängnis. In den 1760er Jahren kam es in die Hände der Briten, die die Festung jedoch nicht nutzten und sogar Teile davon zerstörten.

## Bauten

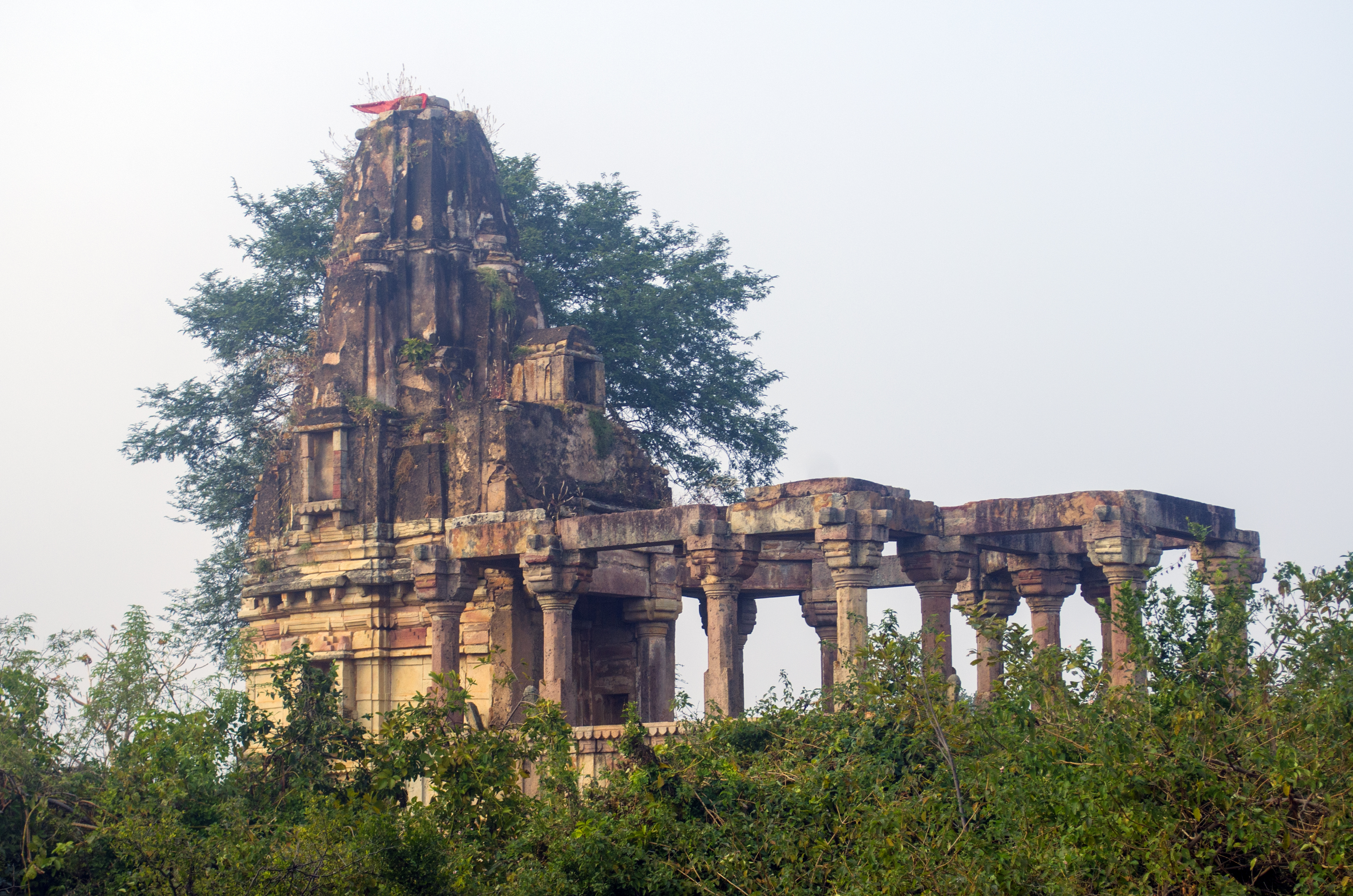
Ganesh-Tempel

Den Haupteingang zum Palastbereich bildet das eindrucksvolle sogenannte Elefanten-Tor (Hathiya Pol). Im Kernbereich des Forts stehen die Freitagsmoschee (jama masjid), die Halle für öffentliche Audienzen (diwan-i-am) und die Ruinen des von Man Singh I. erbauten Palastes. Zahlreiche Bauten in der näheren Umgebung künden von der langen Geschichte des Forts. Ältester Bauteil ist der ca. 1,5 km nordöstlich des eigentlichen Forts gelegene Ganesh-Tempel, dessen skelettartige Ruinen immer noch eindrucksvoll sind. In dessen Nähe finden sich der auf einem Hügel gelegene und dem Hindu-Gott Shiva geweihte Rohtasan- oder Chaurasan-Tempel mit dem obligatorischen liegenden Nandi-Bullen vor der Tür sowie der Devi-Tempel, dessen eigentliche Funktion unklar ist, denn in architektonischer Hinsicht ist er einem Mausoleum ähnlicher als einem Sakralbau.